# أحمد حاتم عبد اللطيف
أحمد حاتم عبد اللطيف (مواليد 2 سبتمبر 1995) هو لاعب كرة سلة مصري. يلعب لنادي الزمالك المصري . يبلغ طوله 1.91. يلعب في مركز مدافع مسدد الهدف.

## المسيرة الإحترفية
كان حاتم مدرجًا في قائمة الزمالك في موسم دوري أفريقيا لكرة السلة 2021. فاز بأول بطولة إفريقية تحت مسمي BAL.

## مسيرة المنتخب الوطني
حاتم لاعب في المنتخب المصري لكرة السلة، ولعب أولى مبارياته في خريف 2020 خلال تصفيات بطولة أمم أفريقيا لكرة السلة 2021 

## روابط خارجية
- ملف تعريف RealGM